# سارة هيوز
سارة هيوز (بالإنجليزية: Sarah Hughes)‏ (و. 1985  م) هي متزلجة فنية أمريكية، شاركت في الألعاب الأولمبية الشتوية 2002.

## التعليم
تعلمت في جامعة ييل.

## روابط خارجية
- سارة هيوز على موقع الاتحاد الدولي للتزلج (الإنجليزية)
- سارة هيوز على موقع أوليمبيديا (الإنجليزية)